# Премия «Грэмми» за лучшее исполнение африканской музыки
Премия «Грэмми» за лучшее исполнение африканской музыки (англ. Grammy Award for Best African Music Performance) вручается Академией звукозаписи за качественное исполнение африканской музыки. Награда впервые вручена на 66-й ежегодной церемонии вручения премии «Грэмми» в 2024 году и является сестринской категорией по отношению к номинации «Лучшее исполнение глобальной музыки»», последовавшей за созданием этой категории в 2022 году и занимающей место в глобальном жанровом поле, предназначенном для международных исполнителей, демонстрирующих «неевропейские, коренные традиции».
Академия объявила о новой категории в июне 2023 года, заявив, что награда «присуждается за записи, в которых используются уникальные местные музыкальные проявления со всего африканского континента, подчёркивающие региональные мелодические, гармонические и ритмические музыкальные традиции». Премия включает, но не ограничивается работами таких поджанров, как афробитс, афро-фьюжн, афро-поп, алте, амапиано, бонго-флава, генге, кизомба, чимуренга, хайлайф, фуджи, кваса, ндомболо, мапука, ганский дрилл, афро-хаус, южноафриканский хип-хоп и эфиопский джаз.

## История
Эта категория была создана для того, чтобы усилить и расширить влияние африканской музыки и её создателей, а также для того, чтобы отметить отличительные, уникальные звуки континента, в частности, ссылаясь на работу таких артистов, как Burna Boy, Wizkid, Rema, CKay, Wouter Kellerman, Zakes Bantwini и Nomcebo Zikode, для освещения африканской музыки на международном уровне.
Говоря о создании этой категории, которая была объявлена наряду с «Лучшей поп-танцевальной записью» и «Лучшим альтернативным джазовым альбомом», генеральный директор Академии звукозаписи Харви Мейсон-младший заявил: «Академия звукозаписи с гордостью объявляет о последних изменениях в номинациях в процессе присуждения наград. Эти изменения отражают наше стремление активно слушать и реагировать на отзывы нашего музыкального сообщества, точно представлять разнообразные музыкальные жанры и соответствовать постоянно меняющемуся музыкальному ландшафту. Введя эти три новые категории, мы сможем признать и оценить более широкий круг исполнителей. Мы рады чествовать и отмечать авторов и записи в этих категориях, а также знакомить поклонников по всему миру с более широким спектром музыки».

## Номинанты и победители
| Год  | Победитель | Песня          | Номинанты | Ссылка       |
| ---- | ---------- | -------------- | --- | ------------ |
| 2024 | Tyla       | «Water»        | - Asake & Olamide — «Amapiano» - Burna Boy — «City Boys» - Davido ft. Musa Keys — «Unavailable» - Ayra Starr — «Rush»             | [ 7 ] [ 8 ]  |
| 2025 | Tems       | «Love Me JeJe» | - Yemi Alade — «Tomorrow» - Asake и Wizkid — «MMS» - Крис Браун при участии Davido и Lojay — «Sensational» - Burna Boy — «Higher» | [ 9 ] [ 10 ] |